# Воронцов, Константин Дмитриевич
Константин Дмитриевич Воронцов (14 октября 1894, Тула — 1918) — русский военный лётчик, участник Первой мировой войны, кавалер  Георгиевского оружия (1917). После Октябрьской революции участвовал в Белом движении, где был произведён в капитаны.

## Биография
Константин Воронцов родился 14 октября 1894 года в Туле в семье мещан. Образование получал в Тульском реальном училище, а затем в Константиновском артиллерийском училище.
14 мая 1915 года был выпущен из артиллерийского училища в чине прапорщика. В том же году окончил Военную офицерскую школу, в переменном составе которой находился с 20 мая. 1 августа 1915 года Воронцов был произведён в чин подпоручика, а 17 октября получил звание военного лётчика.
В 1916 году окончил Временную офицерскую авиационную школу, которая находилась  в Москве. В январе того же года был командирован в 20-й корпусной авиационный отряд, в который прибыл 20 числа. 8 сентября 1917 года был произведён в поручики. 4 октября — стал начальником 20-го корпусного авиационного отряда.
После Октябрьской революции перешёл на сторону Белого движения. Был произведён в капитанский чин и оставался командиром 20-го корпусного авиаотряда. В 1918 году Константин Дмитриевич был убит большевиками во время перелёта из Харькова на Дон.

## Награды
Константин Воронцов был удостоен следующих наград:
- Георгиевское оружие (Приказ по 6-й армии № 1040 от 21 августа 1917) — «за то, что 8-го июля 1917 г., получив задачу произвести разведку укрепленных позиций противника, лично управляя самолетом, выполнил оную блестяще; под ураганным огнем зенитных батарей, полный решимости и отваги, совершил рекогносцировку трех линий позиции неприятеля, вступил в бой с германским истребителем и заставил его снизиться; сам же, невзирая на полученные в бою многочисленные пробоины и усилившийся огонь артиллерии противника, возвратился лишь по выполнению задачи, со сведениями о противнике особой важности»;
- Орден Святой Анны 4-й степени с надписью «За храбрость» (Приказ по армии и флоту от 15 мая 1917).